# Millstreet
Millstreet är ort i grevskapet Cork på sydvästra Irland. Staden har omkring 1 500 invånare och har ett stort hästsportcentrum (Green Glens Arena) med årligen återkommande hästhoppningstävlingar. År 1993 hölls Eurovision Song Contest i Green Glens Arena, varvid Millstreet blev känt för hundratals miljoner TV-tittare.